# Васильев, Игорь Евгеньевич (футболист)
Игорь Евгеньевич Васильев (23 ноября 1963, Великие Луки) — советский и российский футболист, полузащитник; тренер. Мастер спорта России.

## Биография
Воспитанник великолукского футбола, первый тренер Леонид Иванович Алексеев. Бо́льшую часть карьеры провёл в псковском клубе «Машиностоитель» / «Псков» / «Псков-2000» во второй (1992—1993, 1998, 2000—2002) и третьей (1994—1996) российских лигах, второй низшей союзной лиге (1990—1991), а также первенстве КФК (1999). Во второй половине 1994 года играл в клубе «Норртелье» из шведского города-побратима Пскова. В 1997 году выступал в третьей лиге за «Энергию» Великие Луки, в 2004 году — за команду, носившую название «Луки-СКИФ» в первенстве КФК. Играл в первенстве Пскова и области за команды «Стрела — Единая Россия» (2008—2009) и «Псков-747-Стрела» (2010).
В 2003 — тренер, в 2005 — главный тренер ФК «Псков-2000». В 2009—2011 — тренер, с 2011 — главный тренер ФК «Псков-747» (с 2020 преобразованного в ЛФК «Псков»).
В зимний период игрок любительской команды «Плесков» (Псков) в Ночной хоккейной лиге.
Женат. Сын Артём Васильев (род. 1987) — футболист.